# Săliștea Nouă
Săliștea Nouă – wieś w Rumunii, w okręgu Kluż, w gminie Baciu. W 2011 roku liczyła 175 mieszkańców.